# 竇常
竇常（746年—825年），字中行，京兆府金城縣人，唐朝官員、詩人。郡望扶風平陵縣（今陝西咸陽西北）。竇叔向長子。

## 生平
当生于天寶五年。大曆十四年（779年），王儲榜進士及第。结庐种树，不求苟进，以讲学著书为业，居廣陵二十年，不入仕途。貞元十四年（798年），镇州节度使王武俊闻其贤，遣人致聘，辟为掌书记，不就。杜佑鎮守淮南，奏為秘书省校書郎。元和六年（811年），自湖南判官為侍御史，轉水部員外郎。元和七年，授朗州（州治武陵，今湖南省常德市）刺史，歷官夔州刺史、江州刺史、撫州（州治临川，今江西省抚州市）刺史。入京任國子祭酒，長慶中致仕。寶曆元年（825年）逝世，年七十。
竇常工於詩，有《南薰集》三卷，已佚。與弟竇牟、竇羣、竇庠、竇鞏均以詩名，褚藏言辑五人詩被集為《竇氏聯珠集》，今存。

## 备注
1. ↑  竇常在赴任朗州刺史途中，刘禹锡亦在朗州，曾作《之任武陵寒食日途次松滋渡先寄刘员外禹锡》诗云：“杏花榆莢曉風前，雲際離離上峽船。江轉數程淹驛騎，楚曾三戶少人煙。看春又過清明節，算老重經癸巳年。幸得柱山當郡舍，在朝長詠蔔居篇。”